# اینگرید استین
اینگرید استین (انگلیسی: Ingrid Steen؛ زادهٔ ۱۲ دسامبر ۱۹۶۷) بازیکن هندبال اهل نروژ است.